# کتانک (سرده)
کتانک، صندلک (نام علمی: Thesium) نام یک سرده از تیره صندلیان است.